# Filthy Dukes
Filthy Dukes (englisch für „Schmutzige Herzöge“) sind eine 2005 gegründete Londoner Synthie-Pop-Band. Sie besteht aus Olly Dixon, Tim Lawton und Mark Ralph. Ihre Debüt-Single Tupac Robot Rock Club wurde 2008 auf Fiction Records veröffentlicht, ihr erstes Album Nonsense in the Dark wurde im März 2009 erstmals publiziert.

## Geschichte
Gegründet wurde die Band zunächst als Duo von Tim Lawton und Olly Dixon. Diese arbeiteten als DJs in Diskotheken, zusammen mit Gruppen wie Mylo, Hot Chip and LCD Soundsystem. Dabei legten sie Remixes von Songs von Late of the Pier, The Rakes und The Maccabees auf. Später stieß der bereits längerfristig für Filthy Dukes als Produzent arbeitende Mark Ralph zur Band hinzu.
2008 nahmen Filthy Dukes einen Titel mit Girls-Aloud-Mitglied Sarah Harding für den Film Wild Child auf. Dieser ist auch auf dem Soundtrack zum Film enthalten.

## Diskografie

### Alben
- 2009: Nonsense in the Dark
- 2009: Fabriclive 48

### Singles
- 2008: Tupac Robot Rock Club 1
- 2009: This Rhythm 1
- 2009: Messages

Quellen: